# Antoni Aleksander Soldenhoff
Antoni Aleksander Soldenhoff – generał-major wojsk koronnych, kolejno dyrektor generalny i dzierżawca huty w Miedzianej Górze 1782–1797, członek konfederacji targowickiej. W r. 1776 kupił w Warszawie pałac przy ul. Senatorskiej (zwany później pałacem Blanka), który wkrótce odstąpił Józefowi Mikorskiemu.
Z pochodzenia był czeskim Niemcem. Ze służby austriackiej przeszedł do rosyjskiej, w 1773 roku został pułkownikiem wojsk polskich. W Warszawie służył kolejnym ambasadorom i posłom Katarzyny II, pobierając od nich żołd. W czasie sejmu grodzieńskiego w 1793 roku, stale przebywał u boku Jakoba Sieversa. Po zwycięstwie insurekcji warszawskiej aresztowany 20 kwietnia 1794, uwolniony po indagacji przeprowadzonej 13 lipca. Po upadku powstania zasiadał w przybocznej kancelarii komendanta Warszawy, Friedricha von Buxhoevedena.
Odznaczony Orderem Świętego Stanisława w 1784 roku.